# Botia almorhae
Botia almorhae е вид лъчеперка от семейство Botiidae.

## Разпространение
Видът е разпространен в Индия (Бихар, Раджастан, Утар Прадеш и Утаракханд) и Непал.